# سوزان نيفيل
سوزان نيفيل (بالإنجليزية: Susan Neville)‏ هي أكاديمية أمريكية، ولدت في 4 يناير 1951 في إنديانابوليس في الولايات المتحدة.